# Сикани

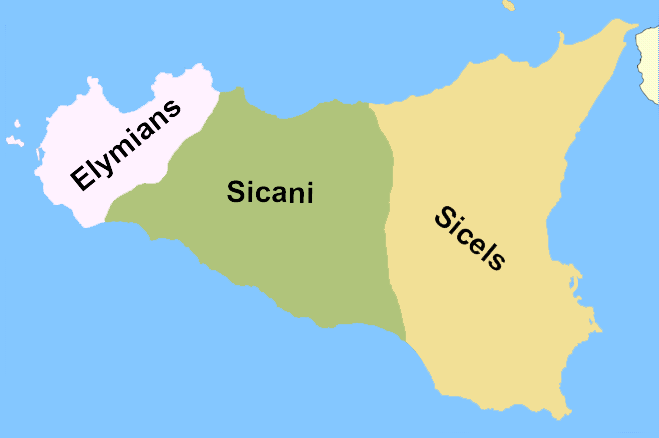
Схема розселення догрецьких народів Сицилії (зліва направо: еліми, сикани, сикули)

Сикани (лат. Sicani) — найдавніше доіндоєвропейське населення Сицилії, яке заселило острів ще в епоху неоліту. В XIII ст. до н. е. були відтіснені нащадками «народів моря» — сикулами та елімами, а пізніше елінізовані. Сиканам відповідає археологічна культура Кастеллуччо.

## Походження
Фукідід вважав їх іберами, а Тімей із Тавроменія — автохтонним населенням. В XX столітті на підставі досліджень топонімики сиканів стали вважати вихідцями з Північної Африки.
У матеріальній культурі сиканів є значна подібність з культурою Мальти епохи мегалітичних храмів. Так, кераміка поселення Оньїна у Сицилії знаходить подібність з керамікою мальтійського доісторичного поселення Бордж ін-Надур.